# Blagoje Adžić
Blagoje Adžić (Pridvorica, Gacko, 2. rujna 1932. – Beograd, 1. ožujka 2012.), general-pukovnik Jugoslavenske narodne armije.

## Životopis
General pukovnik Blagoje Adžić je rođen 2. rujna 1932. u Pridvorici, općini Gacko, Bosna i Hercegovina. Tijekom drugoga svjetskoga rata jedini je od svoje obitelji preživio ustaški pokolj u svom selu Pridvorici u Istočnoj Hercegovini, kada mu je stradalo petnaestak članova obitelji. Ustaše koje su izvršili pokolj navodno su bili muslimani iz susjednih sela. Taj događaj ga je mentalno i psihološki definirao do te mjere da je u osamostaljivanju Hrvatske mogao vidjeti samo kao restauraciju NDH. 
Poslije završenoga trećeg razreda industrijske škole, završio je 1953. godine "Školu za aktivne oficire veze". Nakon toga 1966. "Školu stranih jezika JNA", 1969. "Višu vojnu akademiju „Frunze“" u Sovjetskom Savezu, 1973. "Ratnu školu JNA", i 1987. "Školu općenarodne obrane". 
Nakon brojnih drugih zapovjednih dužnosti, 1986. godine je postao zamjenik zapovjednika Sedme armijske oblasti JNA sa sjedištem u Sarajevu i na toj dužnosti bio do 1987., potom je imenovan za zamjenika načelnika Generalštaba Oružanih snaga SFR Jugoslavije. Za načelnika Generalštaba Oružanih snaga SFR Jugoslavije imenovan je 29. rujna 1989. godine.
Tijekom Desetodnevnog rata u Sloveniji, lipnja 1991. godine, general Adžić je došao u Zagreb i oštro kritizirao vodeće generale 5. armijske oblasti JNA optuživši ih da "traljavo" vode vojsku nakon što nisu uspješno proveli njegove naredbe vezane uz kratkotrajni Rat u Sloveniji.
Još i prije rata u Sloveniji, JNA pod zapovijedanjem Blagoja Adžića je ilegalno osigurala znatne količine oružja koje su podijeljeno etničkim Srbima u Hrvatskoj i Bosni i Hercegovini.
Kao načelnik Generalštaba SFR Jugoslavije, general Adžić je otvoreno zagovarao i najavljivao intervenciju JNA na Hrvatsku. Nakon što su se postrojbe lokalnih Srba kojima je JNA podijelila oružje upustile u ozbiljne sukobe s hrvatskom policijom i Zborom narodne garde, general Adžić je poveo totalni rat protiv Hrvatske, te na početcima Domovinskog rata potrošio ogromna ratna sredstva na napade i rušenja u istočnoj Slavoniji. Osobno je posjetio vukovarsku frontu, te je prigovarao zbog manjka zapovijednog lanca i dezertiranja. 21. siječnja 1992. godine Human Rights Watch je poslao generalu Adžiću i Slobodanu Miloševiću pismo u kojem traže da se istraže i spriječe ratni zločini protiv nesrpskog stanovništva u Hrvatskoj. Naknadno je Human Rights Watch javno pozvao da se general Adžić istraži zbog ratnih zločina u ratu u Bosni i Hercegovini.
Nakon što je poslao oko 6.000 vojnika JNA da početkom travnja 1991. godine "oslobode" Kupres od tamošnjih Hrvata - njih oko 600 je bilo organizirano u bosanskohercegovačku Teritorijalnu obranu, koja je nastojala obraniti svoja mjesta nakon što su Arkanovci iz Srbije u ožujku 1992. godine okupirali Bijeljinu - Blagoje Adžić je 10. svibnja 1992. godine potpisao zapovijed o osnivanju Vojske Republike Srpske, kojoj je dodijelio elemente JNA, i imenovao sve ključne zapovjednike.
Na dužnosti načelnika Generalštaba Oružanih snaga SFR Jugoslavije nalazio se do 27. veljače 1992. kada je prisilno umirovljen sa skupinom od 32 generala i admirala JNA. Na mjestu načelnika Generalštaba Oružanih snaga SFR Jugoslavije zamijenio ga je general Života Panić. Nakon prisilnog umirovljenja, general Adžić se povukao iz javnosti.
Međunarodnom sudu za ratne zločine počinjene na području bivše Jugoslavije u Haagu je vodio istragu protiv generala Adžića, ali nikada nije podignuo optužnicu. General Adžić je spomenut tek kao dio udruženog zločinačkog pothvata u presudi protiv Milana Martića. Županijski sud u Osijeku raspisao je tjeralicu zbog počinjenja kaznenog djela genocid, ratnog zločina protiv civilnog pučanstva, ratnih zarobljenika, ranjenika i bolesnika. Ipak, vlasti Srbije ga nikad nisu uhitile. General Adžić je preminuo u Beogradu 1. ožujka 2012. godine.

## Vanjske poveznice
|  | Zajednički poslužitelj ima još gradiva o temi Blagoje Adžić |